# Кассиан (Ярославский)
Архиепископ Кассиан (в миру Сергей Николаевич Ярославский; 23 августа 1899, Золоторучье, Ярославская губерния — 20 марта 1990, Ярославль) — епископ Русской православной церкви, архиепископ Костромской и Галичский.

## Биография
Сергей Николаевич Ярославский родился 23 августа 1899 в селе Золоторучье в семье священника. Мать, Анфиса Евграфовна (умерла в 1956), также принадлежала к священническому роду. Спустя много лет владыка вспоминал: «Отец мне часто говорил в пользу избрания священного служения: что это самое благородное, чистое, высокое служение — лучшее всех житейских земных должностей и чинов».

### Образование
Окончил Угличское духовное училище, три года учился в Кашинской духовной семинарии (до закрытия в 1917 году), затем — в школе второй ступени и (в 1918—1919) на юридическом факультете Ярославского государственного университета — номинально, так как занятий в условиях военного времени не велось. В 1920—1922 годах — слушатель Угличских пастырско-богословских курсов.
Окончил Ленинградскую духовную семинарию (1953 год, заочно), Ленинградскую духовную академию со степенью кандидата богословия (1958 год; тема кандидатской работы: «Учение о таинствах в творениях св. отцов и учителей Церкви II-го и III-го веков».).

### Военная и гражданская служба
В 1919 году был призван на военную службу в тыловое ополчение. В 1920 году по состоянию здоровья демобилизовался и служил в угличском уездном статистическом бюро.

### Священник
С 1920 года — псаломщик в родном храме села Золоторучье, был посвящён в стихарь с получением произносить проповеди в храмах Угличского викариатства. К церковной деятельности его привлёк владыка Серафим (Самойлович).
С 12 августа 1923 года — диакон.
С 14 августа 1923 года — священник, настоятель Николо-Песоцкого храма города Углича.
С 1925 года — настоятель Николо-Сухопрудского храма города Углича, занятого обновленцами в 1928 году.
С ноября 1928 года — настоятель церкви села Ильинского Угличского района.

#### Ссыльный и заключённый
21 ноября 1929 года был арестован, приговорён к трём годам ссылки, которую отбывал в Северном крае, а затем в Казахстане. Освобождён в 1932 году, вернулся в Ильинскую церковь. Позднее вспоминал: «Возвращаясь … через г. Кашин, где когда-то учился, и приближаясь к родному Угличу пешком, я был радостен и пел Пасху, благодаря Бога за всё». Продолжал служить в храме и проповедовать.
5 февраля 1933 года вновь арестован, приговорён к восьми годам лишения свободы. Во время заключения в Рыбинске поранил ногу ржавым гвоздём, что вызвало заражение крови — в результате чуть было не лишился ноги. После ареста священника от него ушла жена, но дети продолжали помнить об отце и любить его. В феврале 1941 года был освобождён и вернулся Углич. Родные и знакомые узнавали его с трудом — он выглядел семидесятилетним старцем.

#### Продолжение приходского служения
С 14 мая 1941 года — священник кладбищенской церкви св. Царевича Димитрия в г. Угличе.
С апреля 1943 года — настоятель Михаило-Архангельской церкви Угличского района. Жил в храме в небольшой келье под колокольней; половину кельи занимала библиотека. Создал на приходе крепкую православную общину.
3 июня 1948 года пострижен в монашество.
В 1949 году возведён в сан игумена.
С 1956 года — благочинный Угличского округа.
С января 1961 года — настоятель кладбищенской церкви св. Царевича Димитрия в г. Угличе, возведён в сан архимандрита.

### Архиерей
С 26 марта 1961 года — епископ Угличский, викарий Ярославской епархии при архиепископе Ярославском и Ростовском Никодиме (Ротове).
С 14 мая 1963 года — архиепископ Новосибирский и Барнаульский.
С 20 мая 1964 года — архиепископ Костромской и Галичский.
В Костроме жил в небольшом деревянном доме, в котором в трёх маленьких полуподвальных комнатах размещалось и епархиальное управление. В этот период только в Костроме оставались действующими три храма, богослужение в них не прекращалось; продолжалась церковная жизнь и в немалом (для того времени) числе сельских приходов. Многие — и священнослужители, и прихожане — искренне почитали владыку как старца высокой духовной жизни. По представлению владыки Кассиана в 1982 году было установлено празднование Собору Костромских святых; тропарь и кондак празднику составил сам архиепископ.
30 ноября 1988 года почислен на покой; жил в Ярославле у своей дочери.
Скончался 20 марта 1990 года. Отпевание было совершено в Воскресенском кафедральном соборе Костромы. Похоронен, по завещанию, в Угличе, рядом с родительскими могилами на церковном кладбище при Димитриевском храме.

## Награды
- Именная панагия (1973 год) — к 50-летию священнослужения[3]
- Орден преподобного Сергия Радонежского 2-й степени (1979 год)[4]
- Медаль советского Фонда мира (1979 год)[5]

## Публикации
- Речь при наречении во епископа Угличского // Журнал Московской патриархии. 1961. № 5. С. 33—35
- Поучение в день празднования обновления Храма Святого Воскресения // Журнал Московской патриархии. 1978, № 9. С. 20—21